# 高松棟一郎
高松 棟一郎（たかまつ とういちろう、1911年1月8日 - 1959年5月26日）は、日本のジャーナリスト。父は真岡町長や下野銀行支店長を務め、煙草元売捌所を営業していた高松 甚一郎。弟は洋画家でグラフィックデザイナーの高松 甚二郎。栃木県出身。1935年、東京帝国大学独文科卒。東京日日新聞(のち毎日新聞)に入社。ロンドン、ニューヨーク特派員となり1941年の日米開戦で交換船により帰国。戦後、1948年、『サンデー毎日』編集長。退社後、東京大学新聞研究所教授となるが、48歳で死去。
林芙美子の恋人だったと言われており、桐野夏生は『ナニカアル』で高松をモデルとした斎藤という新聞記者と、1942年から1943年の間にボルネオなどで会い、そのため生まれた子が、芙美子が養子とした泰（作中では晋）だという仮説を提示している。

## 著書
- 西欧通信 銀杏書房 1948年

## 翻訳
- 神国いづこ スチュアート・グリッフィン 村上薫共訳 大地書房、1949年
- 太平洋の彼岸 日米関係の史的検討 エドウィン・O・ライシャワー 日本外政学会 1958年